# Cobla de tres quartans
La cobla de tres quartans és una agrupació instrumental catalana anterior i precursora de la cobla de sardanes i les bandes de música. Té el seu origen en les cobles de ministrers que es ressenyen en diversos documents medievals catalans: en el segle xiv, el rei Joan el Caçador tenia en la seva cort una nodrida cobla reial que intervenia en les cerimònies oficials, fent un paper similar al que ara fan les bandes municipals de música. Aquestes cobles de joglars i ministrers estaven integrades per un nombre variable de músics, que tocaven entre altres trompetes, trompes, tabals, flabiols i sacs de gemecs.
A diferència del que s'ha afirmat, les cobles de ministrers no tenien una formació habitual pel que fa a la seva composició universal. Sí que és cert que bona part de la seva base podia ser flabiol i tamborí el sac de gemecs, o cornamusa, i una xeremia, tible o tenor; actualment anomenades tarota. El seu nom i la seva formació habitual, són causats per una reinterpretació de la tradició, ja que els tres quartans era més que una mesura agrària de mida similar a un tamborí. La composició instrumental d'aquestes cobles era variable al llarg dels anys i dels llocs. Aquestes formacions complien diverses funcions en les festes populars: il·lustrar musicalment la funció religiosa, animar el ball de plaça i orquestrar els balls o saraus sota sostre. Musicalment, la formació actual d'aquesta cobla està molt compensada, ja que el tamborí s'encarrega de la part rítmica, el sac de gemecs marca l'harmonia i la melodia, el flabiol doblava la melodia en una octava més aguda i la tarota fa la segona veu de la melodia. Tanmateix, no hi havia ningú viu que hagués sentit una formació d'aquestes en ús i aquesta interpretació és una, que va fer fortuna.
En la tercera dècada del segle xix, s'incorporen altres instruments més moderns, com el cornetí, el figle o el fiscorn que, gràcies a la reforma de Pep Ventura, acabarien portant a la constitució de la cobla de sardanes en la seva formació actual: flabiol i tamborí, dos tibles, dues tenores, dues trompetes, trombó, dos fiscorns i contrabaix. De la dècada de 1980 ençà, la cobla de tres quartans ha conegut una considerable revifalla a Catalunya i diverses formacions la divulguen arreu del país.